# (7527) Marples
(7527) Marples est un astéroïde de la ceinture principale.

## Description
(7527) Marples est un astéroïde de la ceinture principale. Il fut découvert le 20 janvier 1993 à Oohira par Takeshi Urata. Il présente une orbite caractérisée par un demi-grand axe de 2,28 UA, une excentricité de 0,19 et une inclinaison de 5,5° par rapport à l'écliptique.

## Compléments